# 德魯日內 (文尼察州)
49°27′55″N 28°48′35″E / 49.46528°N 28.80972°E

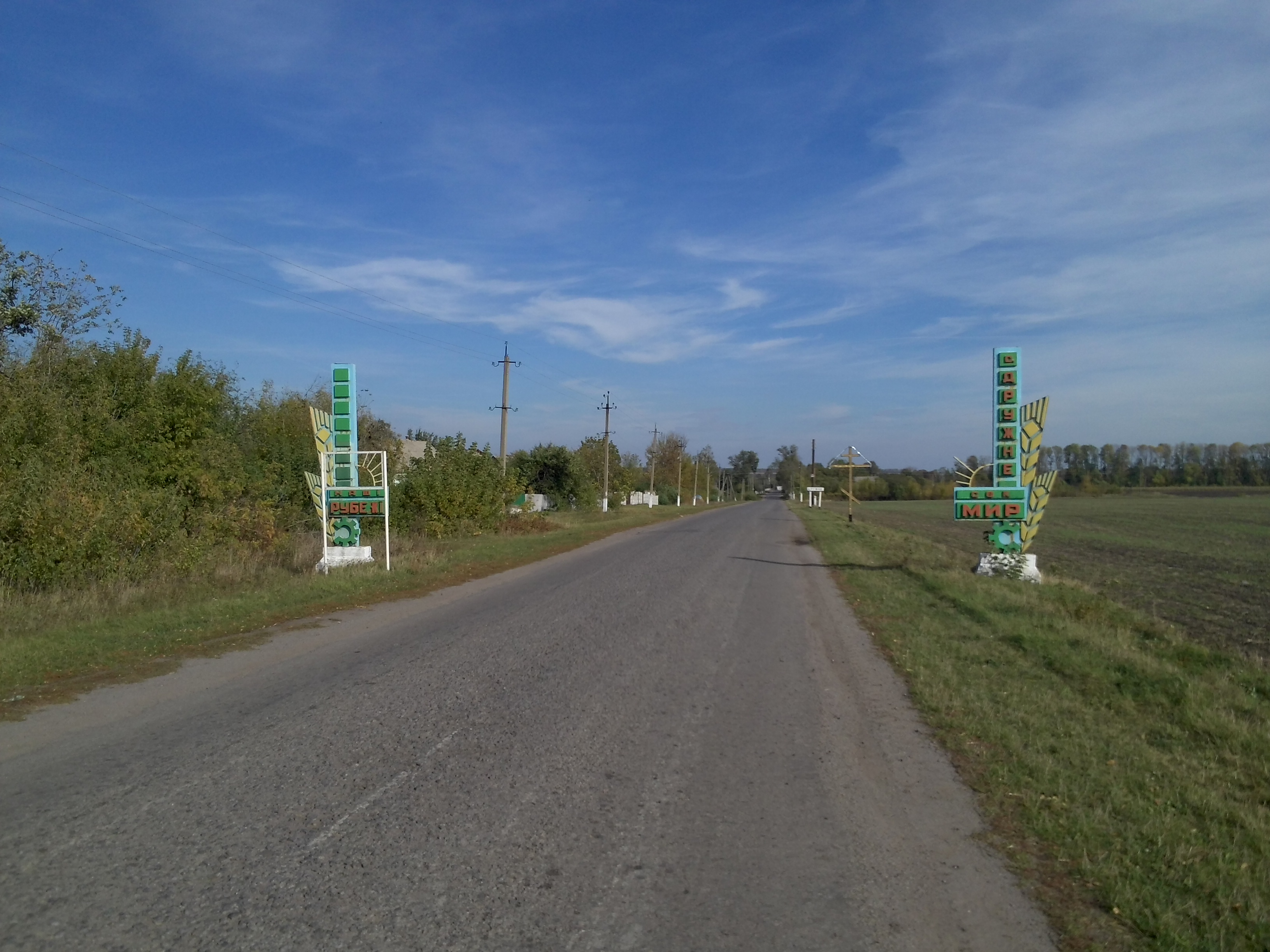

德魯日內（烏克蘭語：Дружне）是位於烏克蘭西南部文尼察州裏赫米利尼克區的村莊，面積259平方公里，2001年人口789，人口密度每平方公里3.05人。